# Domar Co
Domar Co (kinesiska: Duoma Cuo, 多玛错) är en sjö i Kina. Den ligger i den autonoma regionen Tibet, i den sydvästra delen av landet, omkring 730 kilometer nordväst om regionhuvudstaden Lhasa. Domar Co ligger 5 031 meter över havet. Trakten runt Domar Co består i huvudsak av gräsmarker.
Genomsnittlig årsnederbörd är 298 millimeter. Den regnigaste månaden är juli, med i genomsnitt 55 mm nederbörd, och den torraste är december, med 10 mm nederbörd.